# Bavarisaurus
Bavarisaurus (en idioma griego, "reptil de Baviera") es un género extinto de lagarto representado por una única especie (B. macrodactylus) que vivió en el sur de Alemania, durante el Jurásico Superior.

## Descripción
Era un lagarto de tamaño pequeño, de no más de 20 centímetros de largo, y su aspecto general no se diferenciaba mucho de los lagartos actuales. La cabeza era muy gruesa y se parecía a la de los gecos, mientras que las patas eran alargadas y tenían los dedos bien desarrollados. La característica más notable de Bavarisaurus era sin duda su cola, la cual era muy larga con respecto a la que tenían la mayor parte de los lagartos primitivos. Las vértebras eran convexas hacia la parte anterior de las mismas (anficelios).

## Clasificación
Bavarisaurus tiene una serie características insólitas y ha sido ubicado en una familia aparte (Bavarisauridae), e inicialmente se lo consideró como cercano a géneros como Ardeosaurus y a los primeros gecos. Sin embargo la investigación reciente, apoya la idea de que Bavarisaurus, así como Ardeosaurus, podrían ser parte de un grupo de escamosos más primitivos, tal vez cercanos a los ancestros comunes de los gecos (Gekkota) y los escincos (Scincomorpha).

## Paleoecología
El Bavarisaurus se descubrió en el sur de Alemania, si bien podría haber estado presente en gran parte de Europa. En esa época Europa era un conjunto de islas rodeadas por un mar epicontinental. El hábitat donde vivía el Bavarisaurus era semidesértico, con arbustos y árboles bajos. Convivía con otros lagartos como Ardeosaurus, pterosaurios como Anurognathus y Pterodactylus, dinosaurios como Eustreptospondylus, el anteriormente mencionado Compsognathus y Archaeopteryx, cocodrilomorfos como Metriorhynchus y otros animales como insectos, arácnidos y miriápodos.